# 프레데리크 베그베데

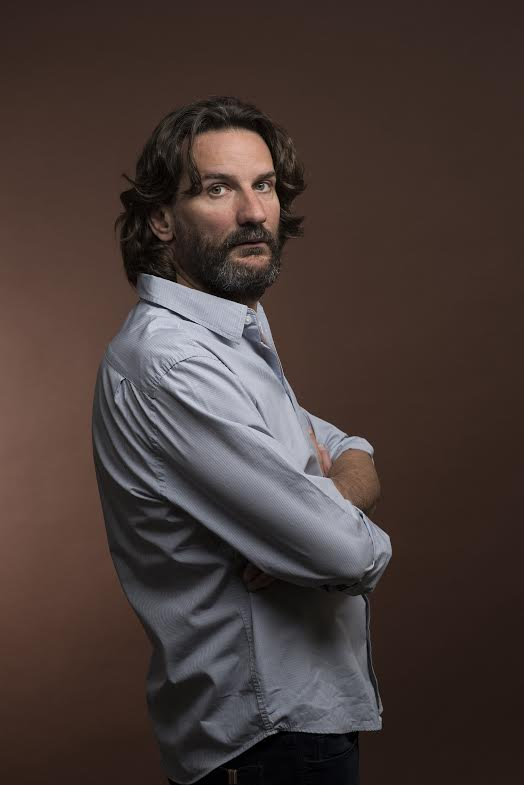
프레데리크 베그베데

프레데리크 베그베데(프랑스어: Frédéric Beigbeder, 프랑스어 발음: [bɛɡbede], 1965년 9월 21일 ~ )는 프랑스의 작가이다.